# Europacup II hockey mannen 1993
De 4de editie van de Europacup II voor mannen werd gehouden van 9 tot en met 12 april 1993 in het Engelse Birmingham. Er deden acht teams mee, verdeeld over twee poules. HGC won deze editie van de Europacup II. Voor Nederland deed verder ook Bloemendaal mee.

## Uitslag poules

### Eindstand Poule A
| Team              | Pnt | GS | W | G | V | DV | DT | DS  |
| ----------------- | --- | -- | - | - | - | -- | -- | --- |
| 1. HGC            | 5   | 3  | 2 | 1 | 0 | 11 | 1  | +10 |
| 2. KTHC Rot-Weiss | 5   | 3  | 2 | 1 | 0 | 8  | 3  | +5  |
| 3. HC Bloemendaal | 2   | 3  | 1 | 0 | 2 | 13 | 5  | +8  |
| 4. Fili Moskva    | 0   | 3  | 0 | 0 | 3 | 1  | 24 | -23 |

### Eindstand Poule B
| Team                   | Pnt | GS | W | G | V | DV | DT | DS  |
| ---------------------- | --- | -- | - | - | - | -- | -- | --- |
| 1. Hounslow HC         | 6   | 3  | 3 | 0 | 0 | 13 | 2  | +11 |
| 2. Atlètic Terrassa    | 3   | 3  | 1 | 1 | 1 | 12 | 5  | +7  |
| 3. Royal Baudouin THC  | 3   | 3  | 1 | 1 | 1 | 9  | 6  | +3  |
| 4. Dundee Wanderers HC | 0   | 3  | 0 | 0 | 3 | 2  | 23 | -21 |

## Poulewedstrijden

### Vrijdag 9 april 1993
- A Bloemendaal - Rot-Weiss 1-2 (0-2)
- A HGC - Fili Moskva 7-0 (3-0)
- B Hounslow - Dundee 7-1 (3-0)
- B Baudouin - Atlètic Terrassa 2-2 (1-0)

### Zaterdag 10 april 1993
- A Bloemendaal - Fili Moskva 12-0 (6-0)
- A HGC - Rot-Weiss 1-1 (1-0)
- B Atlètic Terrassa - Dundee 9-0 (3-0)
- B Hounslow - Baudouin 3-0 (2-0)

### Zondag 11 april 1993
- A Rot-Weiss - Fili Moskva 5-1 (3-0)
- A HGC - Bloemendaal 3-0 (3-0)
- B Hounslow - Atlètic Terrassa 3-1 (1-1)
- B Baudouin - Dundee 7-1 (2-1)

## Finales

### Maandag 12 april 1993
- 7de-8ste plaats Fili Moskva - Dundee 1-1 (0-1) (3-1 wns)
- 5de-6de plaats Bloemendaal - Baudouin 4-1 (2-0)
- 3de-4de plaats Rot-Weiss - Atlètic Terrassa 1-3 (1-2)
- 1ste-2de plaats HGC - Hounslow 4-0 (3-0)

## Einduitslag
1.  HGC 

2.  Hounslow HC 

3.  Atlètic Terrassa 

4.  KTHC Stadion Rot-Weiss 

5.  Bloemendaal 

6.  Royal Baudouin THC 

7.  Fili Moskva 

8.  Dundee Wanderers HC 

Mannen:
1990 ·
Terrassa 1991 ·
Vught 1992 ·
Birmingham 1993 ·
Terrassa 1994 ·
Cagliari 1995 ·
Den Haag 1996 ·
Reading 1997 ·
's-Hertogenbosch 1998 ·
Amsterdam 1999 ·
Terrassa 2000 ·
's-Hertogenbosch 2001 ·
Eindhoven 2002 ·
Terrassa 2003 ·
Eindhoven 2004 ·
Lille 2005 ·
Reading 2006 ·
Madrid 2007 

Opgegaan in de Euro Hockey League
Vrouwen:
1991 ·
Vught 1992 ·
Birmingham 1993 ·
Cardiff 1994 ·
Groningen 1995 ·
Rotterdam 1996 ·
Utrecht 1997 ·
Leuven 1998 ·
Terrassa 1999 ·
Keulen 2000 ·
Rome 2001 ·
Ourense 2002 ·
Rotterdam 2003 ·
Laren 2004 ·
Keulen 2005 ·
Edinburgh 2006 ·
Madrid 2007 ·
Parijs 2008 ·
Manchester 2009

Opgegaan in de Europcacup I